# Vít Rakušan

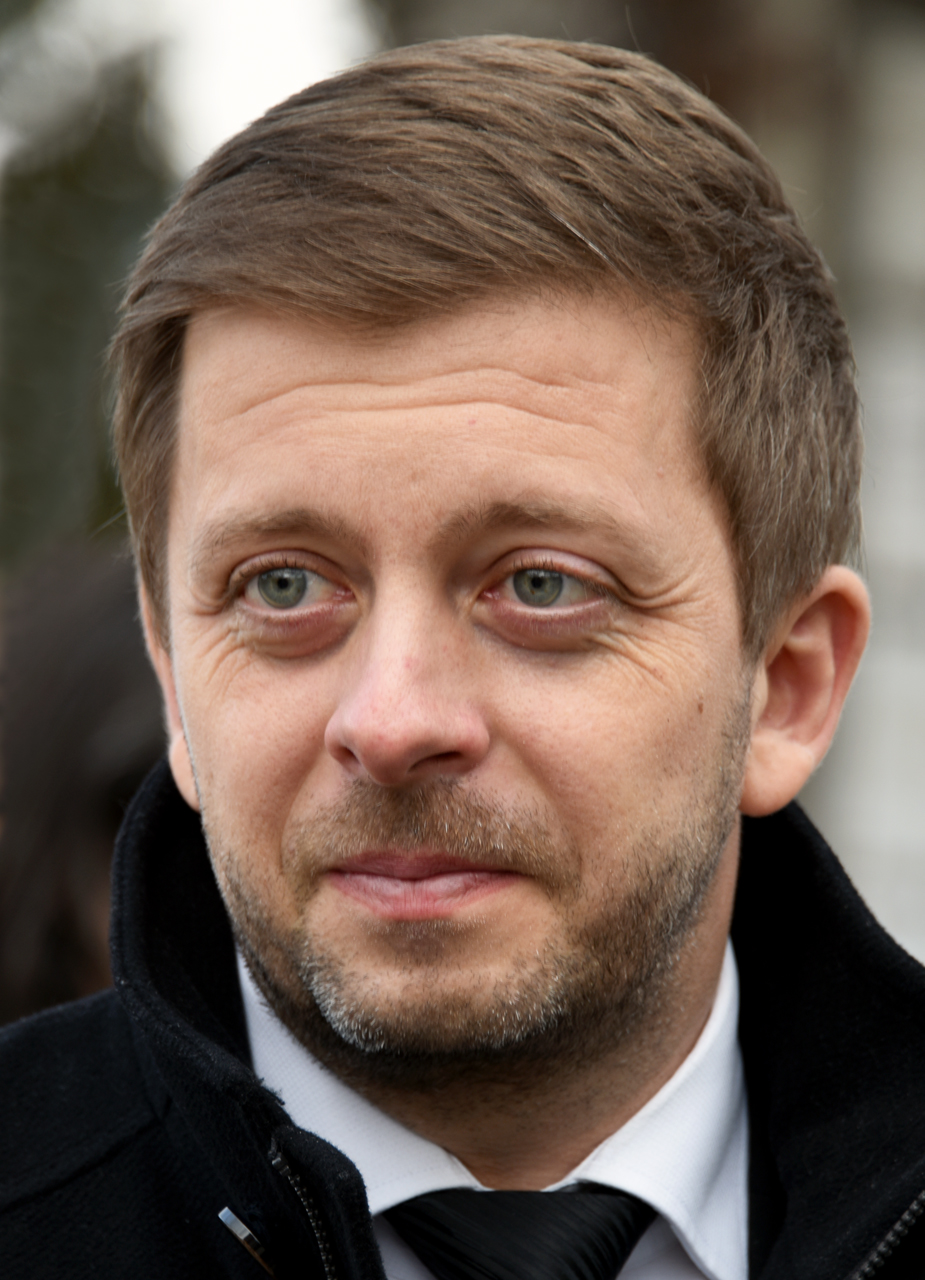
Vít Rakušan (2020)

Vít Rakušan (* 16. Juni 1978 in Kolín) ist ein tschechischer Politiker, Mitglied des Abgeordnetenhaus des Parlaments der Tschechischen Republik, von 2010 bis 2019 Bürgermeister der Stadt Kolín für die Wählergruppierung Změna pro Kolín, seit dem 13. April 2019 Vorsitzender der parteiähnlichen Bewegung Starostové a nezávislí (STAN), und seit dem 17. Dezember 2021 der erste stellvertretende Ministerpräsident sowie Innenminister der Tschechischen Republik in der Regierung Petr Fiala.

## Leben
Vít Rakušan studierte Geschichte, Germanistik und Schulmanagement an der Südböhmischen Universität in Budweis und Schulmanagement an der Karlsuniversität in Prag. Zwischen 2000 und 2015 war er u. a. als Deutschlehrer am Jiří-Orten-Gymnasium in Kutná Hora tätig. Rakušan ist seit dem September 2015 zum zweiten Mal verheiratet. Mit seiner Frau, geborene Marie Auerová, haben sie die Söhne Matěj (Oktober 2017) und Jonáš (April 2020). Er hat eine Tochter, Agatha, aus seiner früheren Ehe. Er lebt in Kolín. Sein Vater ist Jan Rakušan, ein ehemaliger Senator der Partei ČSSD.

### Politische Karriere
Politisch tätig ist Rakušan seit 2010, als er in Kommunalwahlen in Kolín als Parteiloser für die Wählergruppierung Změna pro Kolín („Veränderung für Kolín“) gewählt wurde und danach zum Bürgermeister der Stadt gewählt wurde. Er präsentierte sich (und die Vereinigung Změna pro Kolín) als Gegenpol zu der etablierten ODS, die kurz vor den Wahlen schwer durch Korruptionsskandale belastet wurde. 2014 wiederholte er den Erfolg: die Wählergemeinschaft erhielt einen Spitzenergebnis von 63,95 Prozent der Stimmen und Rakušan wurde im Amt des Bürgermeisters bestätigt. Diesen Erfolg bestätigte er auch in den Kommunalwahlen 2018 mit 62,82 Prozent der Stimmen (und einer weiteren Wiederwahl als Bürgermeister). Die Ergebnisse der letzten drei Kommunalwahlen in Kolín (2010, 2014, 2018) der Vereinigung Změna pro Kolín im Einzelnen:
Ab 2015 ist Rakušan Mitglied der Bewegung Starostové a nezávislí (STAN), ab April 2016 dort stellvertretender Vorsitzender und ab 13. April 2019 Vorsitzender. Im April 2019 kündigte er – nicht zuletzt aufgrund seiner Wahl zum Vorsitzenden der STAN – an, zum 24. Juni 2019 von seinem Amt des Bürgermeisters von Kolín zurückzutreten.

### STAN-Vorsitzender und Innenminister
Seit 2017 ist Rakušan Mitglied des Abgeordnetenhauses des Parlaments der Tschechischen Republik für die Bewegung STAN.
Nach der Abgeordnetenhauswahl in Tschechien 2021 wurde er im November 2021 als Nachfolger Jan Hamáčeks für den Posten des Innenministers in der Regierung Petr Fiala vorgeschlagen und am 17. Dezember 2021 vereidigt.

### Politische Positionen
Er ist Unterstützer der Ideen und des historischen Vermächtnisses des ehemaligen Präsidenten Václav Havel.